# Bollhof (Wüstung)
Der Bollhof (auch Bollhofstätt, Bolhofstatt oder auch Rollhof genannt) ist eine abgegangene Siedlung auf der Gemarkung der Stadt Murrhardt. Über die Wüstung ist nicht mehr viel bekannt.

## Lage
Bollhof beziehungsweise Bollhofstätt ist heute noch der Name eines Waldgewanns zwischen dem Bollbach im Norden und dem Haubach im Süden. Nordwestlich von dem Gewann befindet sich das Einzelgehöft Sommerhaus, südwestlich liegt das Winterhaus.

## Geschichte
Über den einstigen Bollhof haben sich nicht viele Nachrichten erhalten. Dies könnte ein Hinweis darauf sein, dass der Ort schon früh abgegangen ist. In einem Lagerbuch wird der Bollhof 1575 genannt, allerdings war er schon zu dieser Zeit nicht mehr existent. In dem Verzeichnis ist lediglich von „Hanß Banmezers waldt uf der Bolhofstatt“ die Rede. Die Wüstung war also schon Ende des 16. Jahrhunderts in Wald umgewandelt.